# Chengalpattu
Chengalpattu là một thành phố và khu đô thị của quận Kancheepuram thuộc bang Tamil Nadu, Ấn Độ.

## Địa lý
Chengalpattu có vị trí 12°42′B 79°59′Đ / 12,7°B 79,98°Đ Nó có độ cao trung bình là 36 mét (118 foot).

## Nhân khẩu
Theo điều tra dân số năm 2001 của Ấn Độ, Chengalpattu có dân số 62.631 người. Phái nam chiếm 50% tổng số dân và phái nữ chiếm 50%. Chengalpattu có tỷ lệ 81% biết đọc biết viết, cao hơn tỷ lệ trung bình toàn quốc là 59,5%: tỷ lệ cho phái nam là 84%, và tỷ lệ cho phái nữ là 77%. Tại Chengalpattu, 9% dân số nhỏ hơn 6 tuổi.